# Verloren im Paradies
Verloren im Paradies ist das siebte Soloalbum des deutschen Rappers PA Sports. Es erschien am 23. Juni 2017 beim Independent-Label Life is Pain und wird über Groove Attack vertrieben.

## Hintergrund
Ursprünglich sollte das Album am 26. Mai erscheinen. Doch der Termin wurde auf den 26. Juni verschoben. Dies teilte PA Sports in einer Videobotschaft auf Facebook mit. Als erste Single wurde HSHC veröffentlicht. In diesem Song werden von PA Sports und Kollegah unter anderem Estikay, Sentino, Marcus Staiger, Sido und Sun Diego gedisst.
Produzenten des Albums waren u. a. Joshimixu, Juh-Dee, KD-Beatz und NIZA, die schon vorher mit PA Sports zusammengearbeitet haben.

## Covergestaltung
Das Albumcover wurde am 20. März 2017 veröffentlicht. Es zeigt einen kleinen Jungen am Strand, der dem Betrachter den Rücken zudreht. Dahinter befinden sich zwei Boote. In der Felswand hinten ist eine Gestalt mit Brille zu erkennen.

## Titelliste
| #  | Titel                | Gastmusiker                  | Produktion                    | Länge |
| -- | -------------------- | ---------------------------- | ----------------------------- | ----- |
| 1  | Intro                |                              | Sven Sonite, Denito           | 2:56  |
| 2  | Teflon               | Moe Phoenix                  | Mesh                          | 4:18  |
| 3  | Millionäre           |                              | Zinobeatz, KD-Beatz, NIZA     | 2:57  |
| 4  | Highway to Hell      |                              | Macloud, Joshimixu            | 4:35  |
| 5  | Zik Zak              | KC Rebell, Summer Cem        | Juh-Dee                       | 4:16  |
| 6  | Beyonce              |                              | Sven Sonite                   | 3:34  |
| 7  | Verloren im Paradies |                              | Sven Sonite                   | 4:13  |
| 8  | Blangster            | Kianush, Mosh36, Moe Phoenix | Bechir Chabbi                 | 4:14  |
| 9  | Keine Zeit           |                              | Joshimixu                     | 3:10  |
| 10 | Bestie               | Mosh36                       | Ringo Slice                   | 3:33  |
| 11 | HS.HC                | Kollegah                     | Joshimixu                     | 3:01  |
| 12 | Reality              | Azad                         | AriBeatz                      | 4:10  |
| 13 | Sie will             | RAF Camora, Bonez MC         | AriBeatz                      | 3:41  |
| 14 | So weit weg          |                              | Joshimixu, Sizzy              | 3:57  |
| 15 | Ich bin da           |                              | Killa M, Joshimixu            | 4:40  |
| 16 | Vision               |                              | Joshimixu, Deats, Sven Sonite | 3:41  |
| 17 | Anfang 30            | Jahy                         | Joshimixu, Sizzy, Deats       | 3:05  |

### Bela in den Bloxxx EP
| # | Titel              | Gastmusiker | Produktion | Länge |
| - | ------------------ | ----------- | ---------- | ----- |
| 1 | Bela in den Bloxxx |             |            | 4:09  |
| 2 | So wie ihr wollt   |             |            | 2:27  |
| 3 | Alles macht Sinn   | Moe Phoenix |            | 3:25  |
| 4 | In meiner Welt     |             |            | 3:40  |
| 5 | Teflon Remix       | Moe Phoenix |            | 4:13  |

## Rezeption
Das Album konnte sich auf Platz fünf der deutschen Album-Charts platzieren. In Österreich erreichte es Platz zehn und in der Schweiz Platz neun.
| Professionelle Bewertungen | Professionelle Bewertungen |
| -------------------------- | -------------------------- |
| Kritiken                   |                            |
| Quelle                     | Bewertung                  |
| laut.de                    | [ 7 ]                      |

Robin Schmidt von Laut.de urteilt negativ und schreibt, PA Sports lege „wieder einmal ein Album vor, das in dieser Form eigentlich nicht hätte sein müssen“. Außerdem werden „die meist nervigen Gesangs-Hooks sowie die teilweise falsche Konzeption“ kritisiert, wie es schon in vorherigen Alben geschehen sei. Trotzdem sorgt die Musik „als einzige Komponente des Albums für ein bisschen Abwechslung“.
Der Rezensent von Backspin Mag urteilt zum Lied Verloren im Paradies, die Hook sei für viele zwar „gewöhnungsbedürftig“, sei aber dennoch gut anzuhören. In diesem Lied trete PA Sports „viel ruhiger und nachdenklicher“ auf.